# Azzurra II
L'Azzurra II è stato un traghetto, appartenuto alla compagnia di navigazione italiana Corsica Line dal 1972 al 1976 con il nome di Corsica Ferry.

## Servizio
Varato il 26 marzo 1964 nel cantiere navale Langesunds MV A/S di Langesund con il nome di Kraakerø e consegnato nel giugno successivo alla Birgen Svendsen & Söner AS, prende servizio a partire dal 15 giugno sulla Kraakerø-Strömstad.
Dal 29 settembre 1964 opera nei collegamenti tra Arendal e Lysekil e in quelli tra Kraakerø e Skagen.
Nell'ottobre del 1964 viene venduto alla XG-H Linjen per 5 milioni di corone svedesi. Ribattezzato Gilleleje, prende servizio a partire dal 5 dicembre successivo sulla Höganäs-Gilleleje.
Dal 15 giugno al 17 luglio 1965 viene noleggiato alla Rederi AB Nördo ed impiegato tra Oxelösund e Kappelshamn.
Nel novembre del 1965 viene venduto alla Rederi AB Gotland, con consegna prevista a gennaio 1966.
Ribattezzato Polhem nel gennaio successivo, giunge per la prima volta a Visby il 24 gennaio.
Nell'estate del 1966 opera nei collegamenti tra Visby, Grankullavik e Oskarshamn. In inverno alterna periodi di disarmo a sostituzioni di altri Traghetti della flotta.
Da aprile 1967 a marzo 1968 viene noleggiato alla I/S Kastrup-Mälmo Linien ed impiegato sulla Kastrup-Malmö.
Dal 1968 al 1971 alterna il servizio estivo nei collegamenti tra Visby, Grankullavik e Klintehamn a periodi di disarmo invernale e brevi sostituzioni.
Nella primavera del 1970 viene brevemente noleggiato alla Polish Ocean Lines.
Nell'aprile del 1972 viene acquistato dalla compagnia di navigazione italo-francese Corsica Line dell'armatore corso Pascal Lota, issando bandiera panamense e venendo ribattezzato Corsica Ferry.
Il 20 maggio 1972 prende ufficialmente servizio nei collegamenti tra la Corsica e l'Italia, tra i porti di Bastia e Livorno.
Tuttavia, la scelta di issare bandiera panamense, provocò indignazione in molti cittadini corsi. Nella notte tra il 30 e il 31 gennaio 1973, nel contesto della "vicenda del fango rosso", viene fatta esplodere una carica esplosiva sulla fiancata di sinistra del traghetto, causandone il parziale affondamento e l'immobilizzazione nel porto di Bastia.
Tuttavia la Livorno-Bastia riscosse però un grande successo, tanto da spingere Lota ad aprire una nuova linea da Imperia a partire dall'estate del 1973 e, necessariamente, all'acquisto di una terza unità, il Corsica Star.
Nel 1976, dopo 3 anni di disarmo nel porto di Bastia, la Corsica Line (nel frattempo divenuta Corsica Ferries) decide di mettere in vendita il Corsica Ferry a causa degli elevati costi di riparazione.
Acquistato nello stesso anno dalla croata Jadranska Linijska Plovidba, viene ribattezzato Lastovo 1 e prende servizio nei collegamenti tra Spalato, Hvar, Vela Luka e Ubli.
Nel 1978 viene ribattezzato Partizanka e successivamente trasferito nei collegamenti tra Spalato e Vis.
Nel 1992 viene ribattezzato Ston.
Nel 1996 viene venduto alla Listowol International Ltd e ribattezzato Stone.
Nel 1997 viene venduto alla Karden Line ed impiegato nei collegamenti tra Trebisonda e l'Ucraina.
Nel 1998 viene venduto alla Fergün Shipping e, ribattezzato Güniz, prende servizio nei collegamenti tra Tasucu, Girne e Kyrenia.
Nel 2008 viene venduto alla Poster Navigation Co e prende servizio nei collegamenti tra Trebisonda e Sochi.
Ad ottobre 2011 ne viene annunciata la cessione per demolizione alla società turca F Kucuk e, ribattezzato Azzurra II, salpa nel dicembre successivo verso Aliağa dopo aver issato bandiera della Sierra Leone.
Posizionatosi in rada, viene spiaggato il 26 dicembre.